# Woodstock (Terranova y Labrador)
Woodstock es un pueblo canadiense situado en la provincia de Terranova y Labrador.

## Superficie
Woodstock tiene una superficie de 10,05 km².

## Demografía
En 2021, tenía 195 habitantes, una densidad poblacional de 19,4 hab./km², y 97 viviendas.